# Treriksrøysa
Treriksrøysa (Gomila triju zemalja) je kamena gomila koja označava tromeđu na kojoj se susreću granice između Norveške, Finske i Rusije. Nalazište se nalazi na brdu zvanom Muotkavaara, u Pasvikdalenu, zapadno od Pasvikelve i 15 km jugozapadno od Nyruda, zapadno od Krokfjelleta u općini Sør-Varanger u Finnmarku, Norveška. To je jedino mjesto u Europi gdje se susreću tri vremenske zone: srednjoeuropsko vrijeme, istočnoeuropsko vrijeme i daljeistočnoeuropsko vrijeme. Javnost može pristupiti tromeđi samo s norveške strane, budući da i Finska i Rusija održavaju velike granične zone u kojima je pristup javnosti zabranjen.

## Vanjske poveznice
|  | Zajednički poslužitelj ima još gradiva o temi Treriksrøysa |